# کمیسیون جهانی تحقیقات علمی دریای مدیترانه
کمیسیون جهانی تحقیقات علمی دریای مدیترانه (به فرانسوی: Commission Internationale pour l'Exploration Scientifique de la Méditerranée) (به اختصار CIESM) کمیسیونی است که در سال ۱۹۱۹ در مادرید، اسپانیا به وجود آمد که برای انجام تحقیقات بین‌المللی چند جانبه در زمینه اقیانوس‌نگاری بر روی مدیترانه تشکیل شد. این سازمان توسط کشورهای حاشیه دریا ایجاد شده‌است. هدف سازمان توسعه همکاری علمی از طریق ترویج استفاده بین‌المللی از ایستگاه‌های تحقیقاتی ملی است. این سازمان یک سازمان بین دولتی با ۲۳ کشور عضو است که بیشتر ساحل دریای مدیترانه را در بر می‌گیرد.

## سال‌های نخست
دو استاد به نام دیچو وینچیگوآرا از ایتالیا و اوتو کرومل از آلمان فکر می‌کردند برای صنعت ماهیگیری ارتقای اقیانوس‌نگاری دریای مدیترانه مفید خواهد بود. بر اساس پیشنهاد وینچیگوآرا در نهمین اتحادیه بین‌المللی جغرافیایی در ژنو، در ژوئیه ۱۹۰۸، کمیته تأیید شد و تصمیم گرفتند که کمیته را تحت عنوان یک سازمان تعریف کنند. کمیته برای نخستین بار در موناکو در تاریخ ۳۰ مارس ۱۹۱۰ تحت هدایت آلبرت دوم، شاهزاده موناکو در محل موزه اقیانوس‌شناسی فعلی تشکیل شد.

جلسه بعدی در فوریه ۱۹۱۴، اصلی را پذیرفت که تمام کشورهای حاشیه دریای مدیترانه و دریای سیاه باید واجد شرایط عضویت باشند. نشست سوم برنامه‌ریزی شده در اسپانیا به دلیل آغاز جنگ جهانی اول لغو شد. مجلس مؤسسان کمیسیون تا ماه نوامبر ۱۹۱۹، زمانی که در مادرید پس از یک دوره که در پاریس در ژوئن ۱۹۱۹ برگزار شد، به تعویق افتاد. آلفونسوی سیزدهم اسپانیا نخستین رئیس این کمیسیون بود. نخستین جلسه با حضور نمایندگانی از مصر، فرانسه، یونان، ایتالیا، موناکو، اسپانیا، تونس و ترکیه برگزار شد.

## پس از جنگ جهانی دوم
کار کمیسیون در دوران جنگ جهانی دوم متوقف شد اما با وجود برخی فشارها برای انتقال مسئولیت به سازمان ملل جلسات در سال ۱۹۵۱ در پاریس ادامه یافت. در سال ۱۹۵۴ تأکید جدیدی برای حفاظت از دریاها صورت گرفت. در سال ۱۹۶۶ بیستمین جلسه کمیسیون در بخارست و کنستانتسا توسط میهای باچسکو زیست‌شناس دریایی و ریاست رینیه سوم، شاهزاده موناکو و ژاک-ایو کوستو به عنوان مدیر کل برگزار شد. با تغییر در قوانین اجازه حضور کشورهای غیر ساحلی در تحقیقات پدید آمد و آلمان در سال ۱۹۶۹ و سپس در سال ۱۹۷۰ سوئیس عضو آن شد. در سال ۱۹۹۲ کرواسی، اسلوونی و اوکراین به عضویت درآمدند. در سال ۱۹۹۶ کمیسیون به شش کمیسیون تبدیل شد و در سال ۲۰۰۴ پرتغال به آن پیوست.

## نمونه کار
کمیسیون کارگاه‌ها و برنامه‌های مختلف همکاری را اجرا می‌کند که چندین هزار محقق دریایی به تبادل اطلاعات و انتشار مطالعات به یکدیگر کمک می‌کنند. این تنها سازمانی است که متخصص تحقیقات علمی در دریای مدیترانه است. کمیسیون در مورد مسائل مربوط به اکوسیستم دریای مدیترانه مشاوره ارائه می‌دهد که هم بی‌طرف و هم معتبر است.

فهرست شش کمیسیون:
- علوم زمین دریایی
- فیزیک و آب و هوای اقیانوس
- بیوگرافی شیمی دریایی
- میکروبیولوژی دریایی و بیوتکنولوژی
- اکوسیستم‌های دریایی و منابع زنده
- سیستم‌های ساحلی.

## سازمان کنونی
طبق مقررات کمیسیون از تاریخ ۳۰ نوامبر ۱۹۷۰ دفتر مرکزی در موزه اقیانوس‌شناسی در موناکو است و زبان رسمی آن فرانسوی است. یک رئیس و یک دبیرکل هر چهار سال یکبار در کنگره و مجمع عمومی انتخاب می‌شوند و ممکن است مجدد انتخاب شوند. کنگره و مجمع عمومی هر دو سال یکبار برگزار می‌شود و تصمیم می‌گیرند که چه موضوعی مورد بررسی قرار گیرد. از سال ۱۹۹۲ هر سه سال یکبار کنگره کمیسیون برگزار می‌شود. رئیس کنونی کمیسیون آلبرت دوم، شاهزاده موناکو است.

در سال ۲۰۰۸ اعضای کمیسیون شامل ۲۳ کشور به شرح زیر بود:
- الجزایر
- قبرس
- آلمان
- کرواسی
- مصر
- یونان
- اسپانیا
- فرانسه
- اسرائیل
- ایتالیا
- لبنان
- مالت
- مراکش
- موناکو
- پرتغال
- رومانی
- اسلوونی
- سوئیس
- سوریه
- تونس
- ترکیه
- ترکیه
- صربستان و مونته‌نگرو